# Дом Ловиса Коринта
Дом Ловиса Коринта — жилой дом семьи импрессиониста Ловиса Коринта на Вассерштрассе в Тапиау, в котором художник прожил 15 лет и куда возвращался на протяжении всей жизни. 

## История
Дом родителей Ловиса — Генриха и Амалии Вильгельмины Коринт — был построен в 1825 году. По воспоминаниям супруги Ловиса Шарлотты, будущий художник прожил в здании 15 лет. В своей комнате в мансарде он написал первую акварель. После Первой мировой войны Коринт приезжал в Тапиау и подарил городу несколько своих картин.
После Второй мировой войны из городской ратуши пропали картины художника, а дом его родителей отдали под многоквартирное жильё. 

## Современное состояние
23 марта 2007 года дому присвоили статус объекта культурного наследия регионального значения.
Дом Коринта признали аварийным в 2001 году, а в 2015 — расселили. О планах восстановить здание в 2017 году рассказал СМИ губернатор Антон Алиханов. Меры по консервации не были проведены вплоть до 2017 года, пустующее здание продолжало разрушаться. Из-за частичного обвала черепицы в дожди дом заливало водой.
29 декабря 2019 года по итогам аукциона был выбран подрядчик на проведение реконструкции — компания «Мириам», которая запросила за работы 17,5 млн рублей. Проект предусматривал проведение инженерных коммуникаций, а также благоустройство и озеленение прилегающей территории. После реконструкции дом должны передать в управление областного Музея изобразительных искусств для создания дома-музея Коринта. Ввиду небольшой площади дома было разработано экспозиционное решение, делающее двор дома полноценным выставочным залом. В дар будущему дому-музею Коринта баварский музей Вальхензее передал три офорта художника, созданные в 1918 и 1919 годах. В основной коллекции Калининградского музея изобразительных искусств хранятся 96 работ Коринта, значительную часть из которых планируют выставлять в доме его родителей.
В марте 2020 года начальник управления культуры Гвардейского городского округа Лев Суслов заверил, что «что возможно сохранить из первозданного вида — все будет сохранено», однако дом точно лишится кровли и одной из стен. Авторский надзор за реконструкцией проводила компания «Еврострой», технический надзор — ООО «Лестер», у обеих организаций имелась лицензия на работу с объектами культурного наследия. По словам Суслова, подрядчик «не сможет и шагу в сторону сделать», отклонившись от одобренного проекта. Однако уже в апреле 2020 года у дома снесли все внешние стены и кровлю, нетронутыми остались только несколько внутренних перекрытий и фундамент. Архитектор Мария Сизикова, которая осуществляла авторский надзор за работами, потребовала остановить демонтаж дома ещё в конце марта. По её словам, подрядчик не уведомил о сносе ни её, ни службу охраны объектов культурного наследия. По словам министра культуры региона Андрея Ермака, с началом работ в документации нашлись «спорные решения», подрядчику пришлось разобрать стены «по кирпичику», чтобы позднее сложить их заново, используя современный надёжный раствор. Директор Музея изобразительных искусств Галина Заболотская прокомментировала разборку стен как «явное противоречие с документацией».
Открытие дома после реставрации приурочили ко дню рождения художника — 21 июля.
В декабре 2020 губернатор Алиханов публично критиковал «Мириам» за неоднократный срыв сроков. Глава региона пригрозил компании внесением в список недобросовестных подрядчиков, так как на многих объектах она не успевала закончить работы в установленное по договору время.
По результатам работ в 2021 году дом Коринта был перестроен, лишь частично напоминая исторический оригинал. Даже планировочная структура была изменена — у здания появилась веранда из профнастила.